# Heemsen
Heemsen er en kommune med godt 1.700 indbyggere (2012), beliggende i den nordøstlige del af Landkreis Nienburg/Weser, i den tyske delstat Niedersachsen, og er en del af Samtgemeinde Heemsen.

## Geografi
Heemsen ligger mellem naturparkerne Wildeshauser Geest og Steinhuder Meer cirka midt mellem Bremen og Hannover ved floden Weser. Gennem kommunen løber Wölpe. Mod øst ligger højmoseområdet Lichtenmoor.

### Inddeling
I kommunen ligger landsbyerne:
- Anderten
- Gadesbünden
- Heemsen
- Lichtenmoor